# Coroados

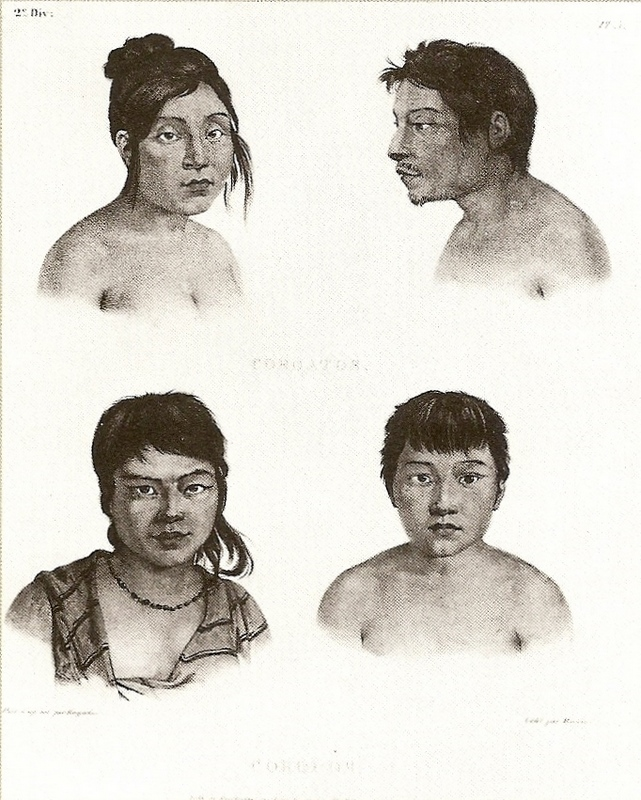
Retrato de índios coroados e coropós
por Rugendas no século XIX

O termo coroados é a denominação atribuída no passado pelos portugueses aos indígenas de grupos de filiações linguísticas e regiões geográficas diversas, por usarem o que se entendia como sendo coroas de plumas na cabeça ou mesmo um corte de cabelo que lembrava uma coroa. Foram assim chamados os caingangues de São Paulo, Paraná, Santa Catarina e Rio Grande do Sul; os caiapós do norte de Mato Grosso; bem como os bororos, os coropós, os puris e os xerentes. 